# Birtalan Balázs
Birtalan Balázs (Budapest, 1969. október 12. – 2016. május 14.) magyar író, költő, publicista és terapeuta, Birtalan Ferenc költő, író fia.

## Életpályája
Versei már tízéves korában megjelentek; rendszeresen 14 éves korától publikált. A budapesti Eötvös József Gimnáziumban érettségizett 1988-ban. 1989. február 12-én tért meg, majd megkeresztelkedett. 1990–1992 között kispapként négy félév teológiát végzett Esztergomban, az Érseki Hittudományi Főiskolán, majd egy katolikus kisközösséghez csatlakozott, innen azonban 1993-ban kiközösítették homoszexualitása miatt. Ezt követően szánta el magát barátaival a magyarországi keresztény-meleg mozgalom elindítására, a Bíborpalást, majd az Öt Kenyér Közösség formájában, amelyekben több mint tíz éven át tevékeny részt vállalt, és számos cikket írt e témában.
1995–1996-ban két félév pszichológiát hallgatott Budapesten, az ELTE BTK-n. Angolból középfokú, eszperantóból felsőfokú nyelvvizsgát tett. Az 1988 és 1998 közötti időben többnyire könyv- és/vagy CD-árusként működött a legkülönbözőbb munkáltatóknál, 1996–1997 között angolt tanított; 1998-tól 2010-ig okiratszerkesztőként dolgozott, egymást követően két közjegyzői irodában. 2005–2006-ban elvégezte az Integratív Pszichoterápiás Egyesület 200 órás módszerspecifikus képzését. 2010-től elsődleges tevékenysége a terápiás keretek közötti pszichológiai segítségnyújtás volt.
Blogját 2005 januárjától vezette. A korábbi éveiben jelentős vallási kérdések mellett egyre nagyobb szerepet játszott gondolkodásában az erőszakmentes kommunikáció (EMK), a fenntartható fejlődés, főként Daniel Quinn munkái nyomán, valamint az irodalom, a pszichológia, a szociológia és a filozófia különböző vonatkozásai (blogbejegyzéseiből könyvet is kiadott, l. alább). 2009 tavaszán érkezett el életének arra a pontjára, ahol már nem nevezte magát kereszténynek, és a saját életére vonatkozó örömhírt is e vallástól függetlenül határozta meg. 

Három éven át küzdött daganatos megbetegedéssel, 2016 januárjától tudatosan készült a halálra, életvégi interjút is adott a Magyar Hospice Alapítványnak. 2016 májusában hunyt el. Halálát vastagbélrák okozta.